# Lúcio Rosa
Lúcio Carlos Lima Rosa (São Luís, 4 luglio 1975) è un ex giocatore di calcio a 5 brasiliano naturalizzato belga.

## Carriera
La prima parte della carriera di Lúcio si svolse in patria, dove giocò per Maranhão, Girassol, Cruzeiro e Sport Osasco. Disputò inoltre quattro partite con la nazionale brasiliana. Nel 2002 si trasferì in Belgio per giocare con l'Action 21, con cui vivrà le stagioni migliori. Con i valloni vinse 6 campionati nazionali, tre coppe del Belgio e soprattutto la Coppa UEFA 2004-05, prima edizione vinta da una squadra non spagnola. Nella massima competizione continentale ha disputato in totale 69 incontri e realizzato 50 reti, risultando il primatista di presenze e uno dei migliori marcatori della storia. Ottenuta la cittadinanza belga, nel 2008 ha debuttato nella nazionale belga, con cui ha partecipato a due campionati europei. In totale, ha disputato 35 incontri con i diavoli rossi, realizzando 5 reti.

## Palmarès

### Competizioni nazionali
- Campionato belga: 7
Action21: 2001-02, 2002-03, 2003-04, 2004-05, 2005-06, 2006-07
Châtelineau: 2013-14
- Campionato georgiano: 1
Iberia Star: 2012-13

### Competizioni internazionali
- Coppa UEFA: 1
Action21: 2004-05